# Kirche Hl. ehrwürdiger Simon der Mönch (Darosava)

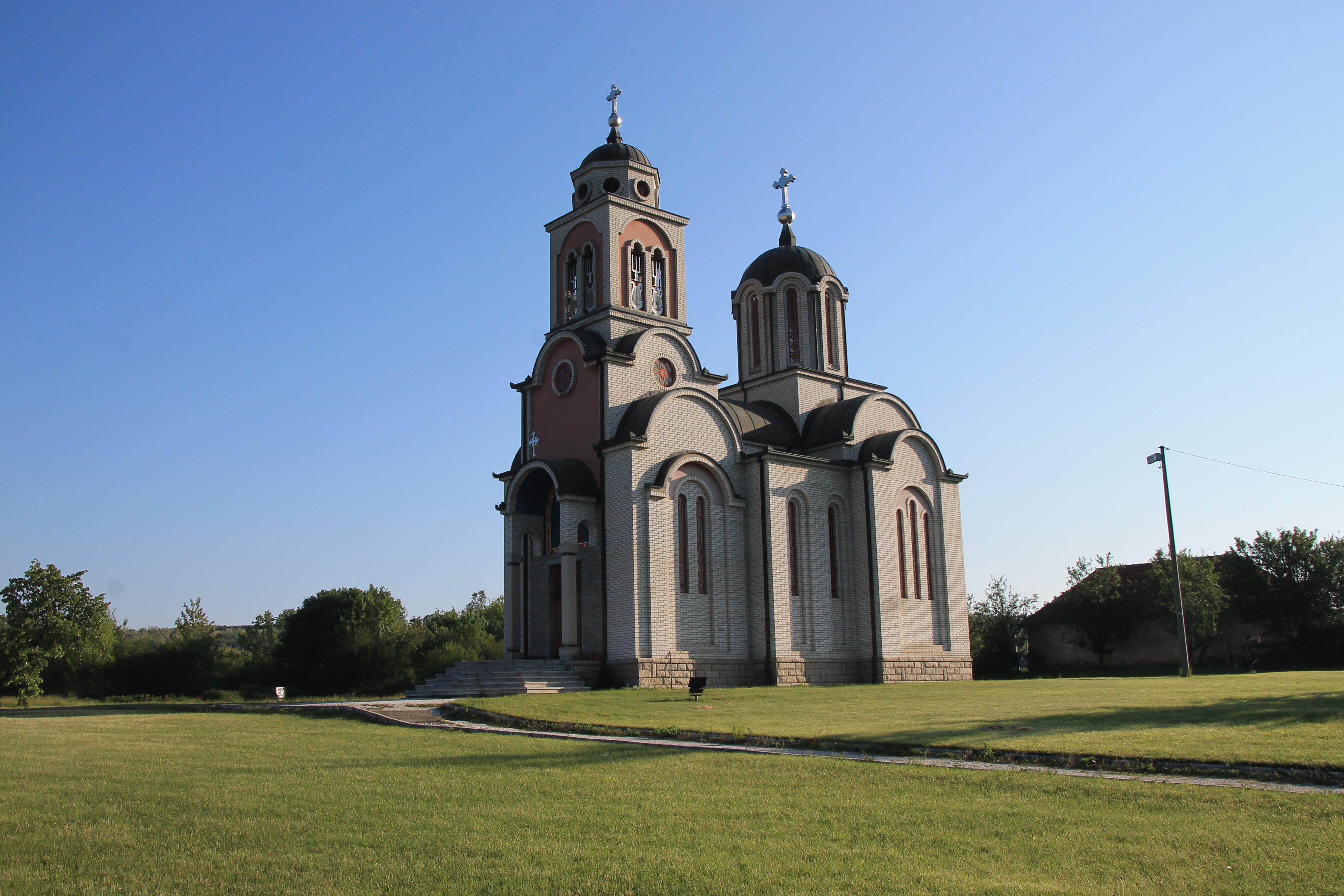
Die Kirche Hl. ehrwürdiger Simon der Mönch in Darosava

Die Kirche Hl. ehrwürdiger Simon der Mönch (serbisch: Црква Светог преподобног Симона Монаха, Crkva Svetog prepodobnog Simona Monaha), im Dorf Darosava, in der Opština Aranđelovac, ist eine serbisch-orthodoxe Kirche in Zentralserbien.
Die mit Unterbrechungen von 1990 bis 2009 erbaute Pfarrkirche ist Sitz der Kirchgemeinde und der Pfarrei Darosava im Dekanat Orašac der Eparchie Šumadija der serbisch-orthodoxen Kirche und ist dem Hl. ehrwürdigen Simon dem Mönch geweiht.

## Lage

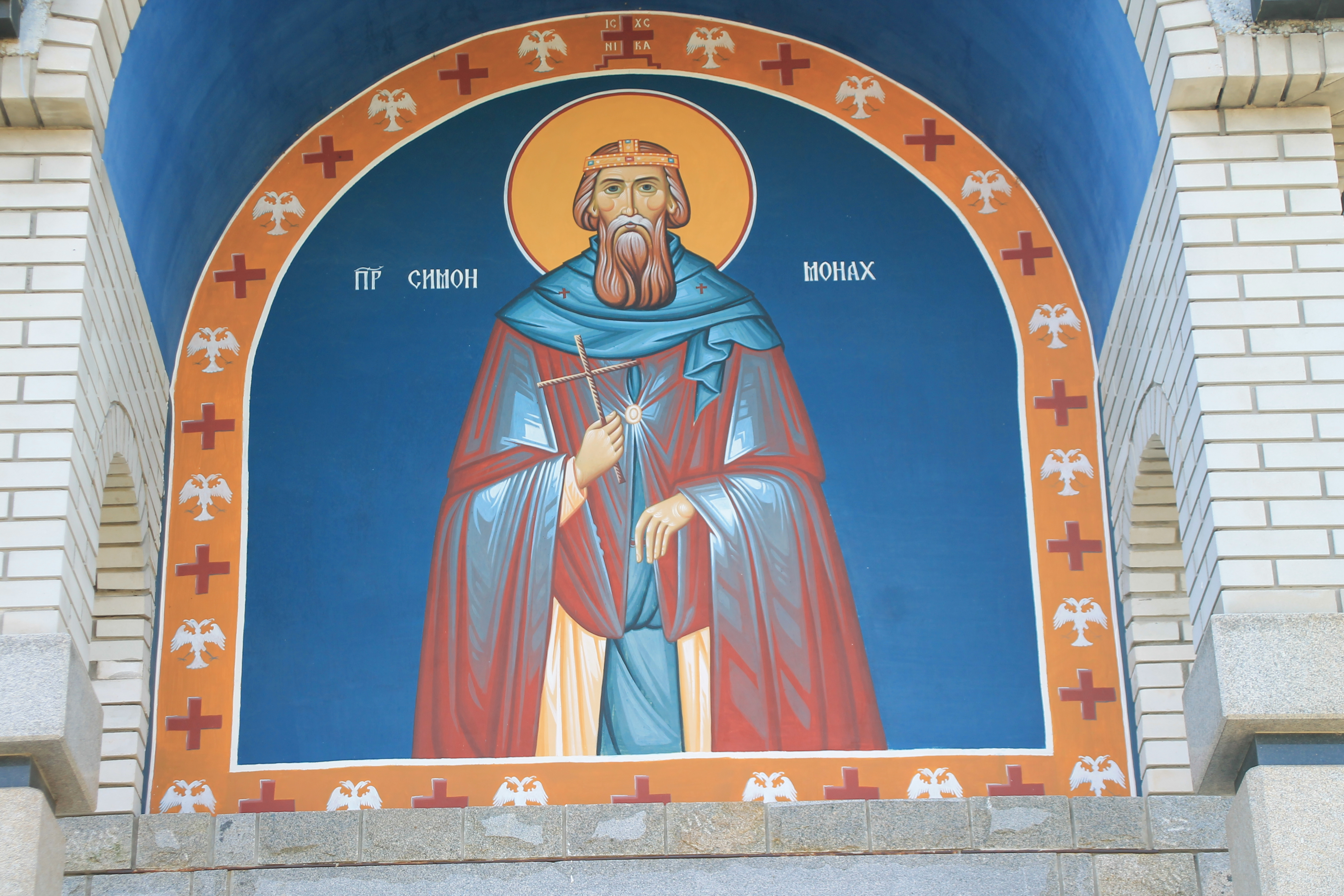
Patronatsfresko des Hl. ehrwürdigen Simon des Mönches über dem Westeingang der Kirche

Die Kirche steht im östlichen Dorfzentrum des um die 1800 Einwohner zählenden Dorfes Darosava. Unweit der Kirche im Kirchhof steht das von 2005 bis 2008 erbaute Pfarrhaus des Dorfes. Das Pfarrhaus wurde im Jahre 2008 von Bischof Jovan eingeweiht.
Auch in der Nähe der Kirche befindet sich der Serbisch-orthodoxe Dorffriedhof von Darosava. Im Dorf steht außer der Kirche Hl. ehrwürdiger Simon der Mönch, auch die im Jahre 1832 erbaute Holzkirche Hl. Apostel Peter und Paul, geweiht den Hl. Aposteln Peter und Paul.

## Geschichte
1990 begann man mit dem Bau der Kirche, nach einem Projekt des Architekten Radoslav Prokić. 1991 wurden die Kirchenfundamente vom damaligen Bischof der Eparchie Šumadija, Sava, geweiht. Bis zum Jahre 1996 war die Kirche fertig gebaut, als die Bauarbeiten bis zum Jahre 2000 pausierten. 
Im Jahre 2000 bekam die Kirche ihre Kirchkreuze und Kirchenglocken. Ab dem Jahre 2000 pausierten wegen Geldmangel die Bauarbeiten bis zum Jahre 2004 wieder. In den Jahren 2004 und 2005 wurden die Tischlerarbeiten und die Malerarbeiten abgeschlossen. Und die Kirche bekam einen Granitfußboden mitsamt Fußbodenheizung.

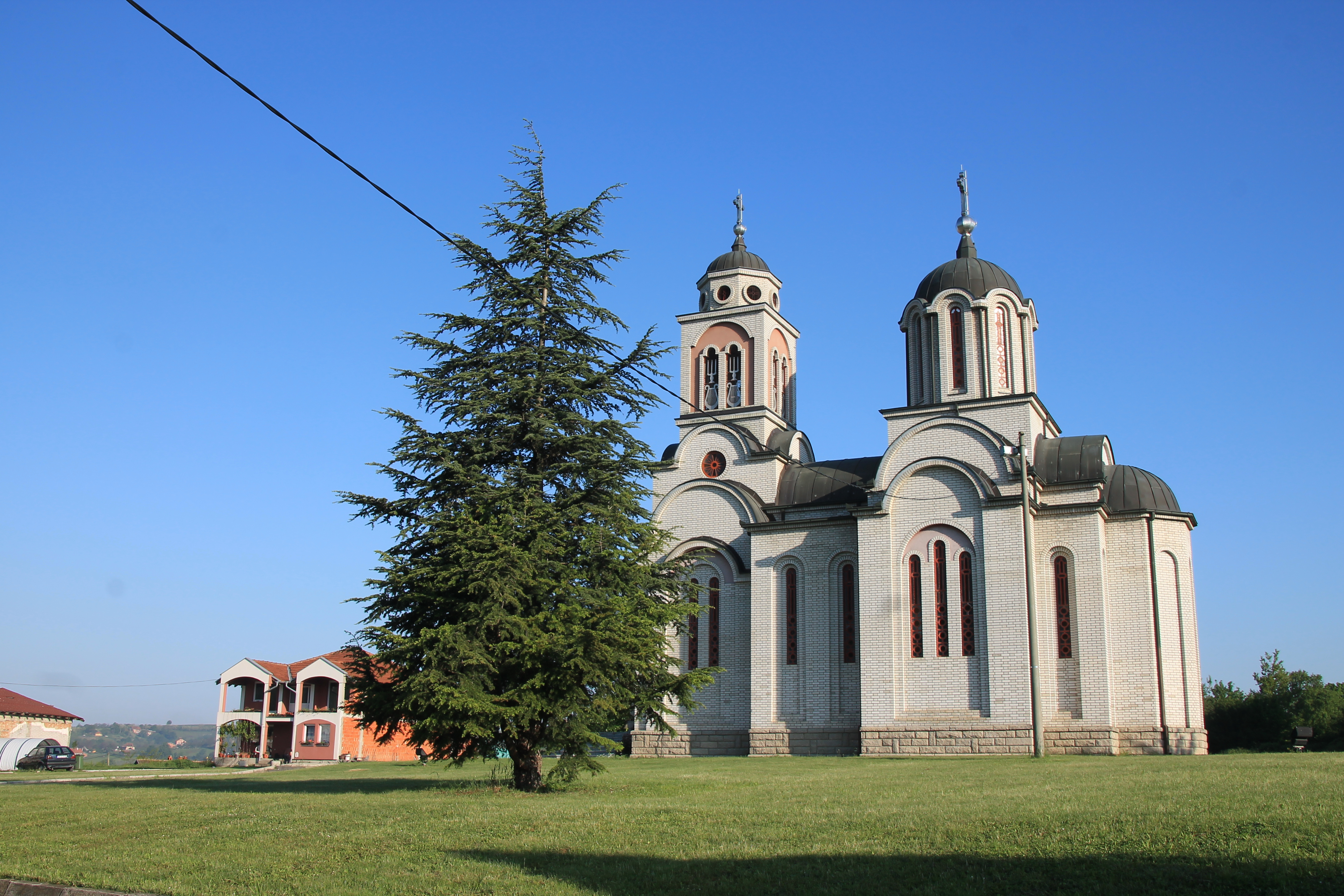
Die Kirche, ein Nadelbaum und im Hintergrund das Pfarrhaus

Mit dem Segen des Bischofs der Eparchie Šumadija, Jovan, durften ab dem Jahre 2004 in der Kirche die Hl. Liturgie (Gottesdienste) und kirchliche Riten abgehalten werden.
Die Bauarbeiten waren im Jahre 2009 gänzlich abgeschlossen und am Sonntag, dem 25. Oktober 2009 am Feiertag der Hl. Märtyrer Tarah, Prov und Andronik, wurde die Kirche Hl. ehrwürdiger Simon der Mönch unter Dasein vieler Gläubiger und Geistlicher aus Darosava, Aranđelovac und der umliegenden Dörfer vom Bischof der Eparchie Šumadija, Jovan, feierlich eingeweiht.
Während der feierlichen Einweihung der Kirche wurde in den Kirchenaltar, ein kleiner Teil der Reliquien, des Hl. Großmäryterer Zar Lazar eingelegt.
Erster Pfarreipriester der Kirche war Branimir Tovilović. Derzeitiger Pfarreipriester ist Radivoje Marić.

## Architektur
Das einschiffige Kirchengebäude ist in einer modernen Adaption des traditionellen Serbisch-byzantinischen Stils erbaut worden. 
Die Kreuzkuppelkirche besitzt eine halbrunde Altar-Apsis an der Ostseite, eine zentrale Rundkuppel, die sich über dem Tambour, in der Mitte des Naos über der Kreuzung der Seitenarme der Kirche erhebt und einen Narthex mitsamt einem hohen Kirchturm mitsamt großen Eingangsportal an der Westseite. Die Kirche besitzt drei silberne Kreuze.
Der Haupteingang der Kirche befindet sich an der Westfassade und ein Nebeneingang besteht an der Nordfassade. Über dem Westeingang befindet sich eine große Patronatsfreske des hl. Simon des Mönches. 
Im Innenraum der Kirche steht die hölzerne Ikonostase mitsamt in der traditionellen byzantinischen Manier gemalten Ikonen. Derzeit wird die Kirche mit byzantinischen Fresken im Innenraum bemalt.

## Belege
- Artikel über die Kircheinweihung auf der Seite der Eparchie Šumadija, (serbisch)
- Artikel über die Kirchgemeinde auf der Seite des Dekanats Orašac (serbisch)
- Artikel über die Einweihung der Kirche in der Kirchenzeitung der Eparchie Šumadija Kalenić auf Seite 14, (serbisch)